# 孫文先
孫文先（1954年—），為台灣數學教育工作者，國立台灣師範大學數學系畢業。於1978年創立九章出版社，這是一間專業數學的出版社。在一次員工捲款潛逃事件後，開始慘澹經營。

## 生平

### 早期生活
西元1977年，孫文先從師大數學系畢業，在那個時代，拿著師大的文憑，不僅可以得到教職的保障，自立門戶開設補習班，收入比醫學院畢業生還好，然而，他在唸數學系時，深深感覺台灣數學相關教材相當貧乏，一直想為台灣的數學教材出版市場做點什麼。

### 開設出版社和員工捲款事件
孫文先在大學四年唸完後，借了三十萬元，九章出版社開門營業，鑽進了專業數學出版工作。

剛開始九章出版社出版的《簡明數學百科全書》和《數學趣談》等書迴響還不錯，賺了一些錢，但在一次員工捲款潛逃事件後，瞬間蒸發，出版社開始走下坡，最慘澹的時候，孫文先還得在老婆的床頭找零錢，買些青菜麵條，才能勉強果腹一餐。

### 事件後
為了繼續專業刊物出版的夢想，他運用出版社的資源，在台大對面開了一間打字行，而九章因為數學出版的專業，數理公式打得整齊又漂亮，深受理工科學生喜歡，在打字行生意最好的時候，幾乎包下台灣大學三分之一的打字市場。同時母校師大附中特別讓他在效忠福利社的文具部賣文具，補貼家用。在兩個業外的支持下，九章出版社活了下來，不過卻苦了孫家一家人。那時早上七點半就得到校，到晚上六點福利社忙完後又得應付打字行和出版社的工作，一家五口就這樣以車帶著棉被和枕頭為家，在小發財車中，穿梭在台北市街頭中。

### 開設九章數學教育基金會
因為孫文先堅持數學專業出版，不出版升學類的參考書，而接觸到台灣數學最資優的學生族群，開始陸續參與、主導並培訓國中小學生在國際數學競賽的訓練。在幾個家長的支持下，開辦九章數學講座，但九章以出版社名義組織類似的教學活動，很快遭人檢舉，為免爭議，2000年，幾個家長出資五百萬成立了九章數學教育基金會，並將這個聚會正名為「數學愛好者俱樂部」。這些九章的資優頭腦，不僅在國際奧林匹亞科學競賽中表現優異，更是名揚海內外，《馬尼拉日報》甚至把九章奪冠的消息，放在頭版刊出。

## 教學理念
孫文先堅持不開補習班，他也認為九章不是補習班，而九章數學常常善用不同的數學教材及工具。孫文先準備的投影片教材，教的也不是公式，而是如何有效率的打領帶、脫背心。孫文先認為：「台灣數學教育太重視教解法，而缺少想法的訓練」

## 外部連結
- 九章數學出版社（页面存档备份，存于）
- 財團法人台北市九章數學教育基金會（页面存档备份，存于）
- 世界雖然改變了，九章對數學的堅持仍不變──孫文先的心路歷程 - 財團法人台北市九章數學教育基金會（页面存档备份，存于）
- 九章孫文先先生訪問稿─談九章出版社 - 學術研究 - 國立臺灣大學 數學系